# Sarah Kortmann
Sarah Kortmann (* 16. Januar 1983 in Frankfurt am Main) ist eine deutsche Schauspielerin und Theaterregisseurin.

## Leben
Sarah Kortmann besuchte von 1992 bis 1994 das Christian-Wirth-Gymnasium in Usingen sowie von 1994 bis 2002 die Albert-Schweitzer-Schule in Offenbach am Main, an der sie 2002 ihr Abitur machte. Anschließend studierte sie von 2002 bis 2005 im Magisterstudiengang Philosophie und Germanistik an der Johann Wolfgang Goethe-Universität in Frankfurt am Main.
Zudem wurde Kortmann seit 2002 als freie Schauspielerin im Raum Frankfurt am Main tätig, vor allem beim freien Theater Die Dramatische Bühne in Frankfurt. Von 2004 bis 2005 arbeitete sie im Rahmen von Theaterprojekten und in Kooperation mit der Stadt Offenbach am Main und der Offenbacher Kindertagesstätte Kita 4 (Mathildenschule) mit Schülern. Ab 2009 übernahm sie im Rahmen des Programms TuSch – Theater und Schule in Kooperation mit der Stadt Frankfurt am Main und der Frankfurter Sophienschule eine Projektarbeit mit Hauptschülern.
Von 2005 bis 2009 studierte sie das Fach Regie an der Frankfurter Hochschule für Musik und darstellende Kunst und schloss 2009 mit dem Diplom ab. Als Vordiplom inszenierte sie eine Szenenfolge aus Zerbombt von Sarah Kane am Frankfurter Gallus Theater. Danach übernahm sie am Schauspiel Frankfurt die Inszenierung von William Mastrosimones Extremities. Für ihre Diplominszenierung entwickelte sie frei nach Motiven des Briefromans les liaisons dangereuses von Choderlos de Laclos das Stück Liebschaften – ein Brainfuck und inszenierte es Anfang 2009 wiederum am Frankfurter Gallus Theater. Mit ihrer Adaption nach de Laclos hatte sie noch weitere Aufführungen am Gallus Theater und wurde zudem vom Körber Studio Junge Regie der Körber-Stiftung im Frühjahr 2009 ins Thalia Theater Hamburg nach Hamburg eingeladen. Es folgten eine Einladung zum International Theatre School Festival in Amsterdam (ITs Festival Amsterdam) sowie mehrere Gastspieleinladungen, wie unter anderem an die Studiobühne Kammerspiele im Staatstheater Darmstadt.
Als Schauspielerin war Sarah Kortmann unter anderem zu sehen in Romeo und Julia, Tödliche Liebschaften, Rocky – Der Boxer, Quo Vadis, Molière, Moulin Rouge, Einer flog übers Kuckucksnest, Der Sturm, Was ihr Wollt, Faust, Nosferatu, Cyrano de Bergerac, Hamlet, Der Ring des Nibelungen, Alice im Wunderland, Der Diener zweier Herren, Der elektrische Harlekin und Don Juan.
Zu Kortmanns Inszenierungen gehören unter anderem die Performance Kill Billy im Rahmen des 100 Grad Festivals in Berlin sowie verschiedene Theaterstücke am freien Theater Landungsbrücken Frankfurt in Frankfurt am Main, wie zum Beispiel Woyzeck oder der Mangel an Alternativen nach Georg Büchners Woyzeck (2010), Medea – Ein Abend für Mutterliebe nach der altgriechischen Tragödie Medea von Euripides (2011) oder Nora – Ein Puppenheim von Henrik Ibsen (2012). 2011 studierte sie als eingeladene Gastregisseurin mit Schauspielschülern der Schauspielschule Siegburg im nordrhein-westfälischen Siegburg das zeitgenössische Theaterstück Sinn von Anja Hilling ein, das während der Spielzeit 2011/2012 am schuleigenen Privattheater, der Studiobühne Siegburg, regelmäßig aufgeführt sowie auch als Gastspiel am Theater Landungsbrücken in Frankfurt gezeigt wurde.
An den Landungsbrücken Frankfurt inszenierte Kortmann weitere Klassiker und Stückentwicklungen: 2014 Sex Sells und Romeo und Julia, 2015 SXTRSH, 2017 Die Verwandlung, nach Franz Kafkas Erzählung als Live-Hörspiel im Dunkeln und 2018 P(1984).
2015 begann Kortmann Stücke für Jugendliche und Kinder zu inszenieren. Mit Fack ju Henry (2015) und My Malala (2016) gastierte sie in der Jugendkulturkirche sanktpeter und mit OUTSIDER – über die Begegnung von Jung und Alt (2018) im Theaterhaus Frankfurt. Für MY MALALA gewann Kortmann 2017 den Karfunkel-Förderpreis der Stadt Frankfurt.
Sarah Kortmann gründete 2017 die Theatergruppe Kortmann&Konsorten.
Sarah Kortmann lebt in Frankfurt am Main.